# Industrial Futebol Clube
O Industrial Sport Club, mais conhecido como Industrial, é um clube poliesportivo brasileiro da cidade de Aracaju, Sergipe, fundado em 17 de fevereiro de 1917. 
Apesar do futebol ter sido sua principal atividade esportiva extinta ainda na década de 1920, o Industrial volta ao cenário esportivo sergipano depois de quase 90 anos de fundação, atualmente dedica-se na prática do Futsal, sendo atualmente o principal clube de Aracaju na categoria. No futebol o clube conquistou o Campeonato Sergipano de Futebol de 1921.
Seu maior rival desde a sua fundação no futebol são o Cotinguiba e Sergipe, no futsal o clube começa sua história a partir de 2019.
O Industrial esta disputando a Liga Sergipe de Futsal Série A organizada pela Liga Sergipe de Futsal e chancelada pela Federação Sergipana de Futsal. Manda seus jogos na Quadra Poliesportiva do Colégio Petrônio Portela.

## História
O Industrial surgiu como clube representante da Fábrica Sergipe Industrial do bairro da zona norte, em Aracaju, o clube Alvinegro foi Fundado no dia 17 de Fevereiro de 1917, por esportistas do bairro do industrial juntamente com funcionários da fábrica têxtil Sergipe pertencente a Companhia Sergipe Industrial S/A, liderado pelo Sr. Thales Ferraz, empresário, proprietário da empresa, que também foi seu 1º e único presidente. Participou do primeiro campeonato “oficial” sergipano de 1918. A disputa organizada pela Liga Desportiva Sergipana teve quatro equipes: Industrial, Cotinguiba, 41º Batalhão FC e Sergipe.
A sua Sede ficava na Avenida João Rodrigues, s/n, no Bairro Industrial, em Aracaju. Já o Estádio era o Adolpho Rollenberg, com capacidade para 2 mil pessoas. Apesar de ter sido um clube de vida efêmera, afinal acabou fechando às portas em 1924, entrou para a história do futebol sergipano. Em 1921, se sagrou campeão do Campeonato Sergipano da 1ª Divisão.
Em 1919, com o enorme sucesso do certame de 1918, os clubes passaram a importar os melhores jogadores da Bahia. Industrial e Cotinguiba foram os maiores importadores. E quando se pensava que o certame de 1919 seria o mais espetacular, rebentou uma crise inesperada. Devido ao grande número de jogadores vindos de Salvador, a LDS regulamentou o assunto, fixando um prazo mínimo de permanência dos baianos na Capital. O Industrial (que tinha 90% de baianos) protestou e, da acirrada “briga administrativa” resultou a sua desfiliação da LDS. Com dois clubes apenas, (Sergipe e Cotinguiba) não houve campeonato naquele ano.
Quando o “Estádio Adolfo Rollemberg” foi inaugurado em [1920]], Aracaju passou a desfrutar da primazia de possuir o mais moderno estádio da região nordeste. Pela euforia do acontecimento a Liga perdoou o Industrial, que voltou às lides futebolísticas. Mesmo com apenas três clubes filiados, organizou-se o primeiro campeonato no novo estádio. Tudo parecia bem quando outra crise estourou: devido a uma punição sofrida por um jogador de seu 2º quadro, o Sergipe se indispõe com Liga e abandonou o campeonato principal (ainda no 1º turno). O título então teve de ser decidido entre Industrial e Cotinguiba, que ficou com o título.

### A extinção
Na decisão do título de 1923 (no início de 1924) outra crise estourou no futebol sergipano. Desta vez com graves conseqüências. Por causa de uma penalidade máxima assinalada pelo juiz baiano Oscar Coelho, contra o Industrial (o jogo estava 1x1) o “tempo fechou”. Os atletas do clube proletário se insurgiram contra o juiz, provocando um enorme tumulto que culminou com a retirada de campo do clube alvinegro.
No dia seguinte, o patrono do clube, o industrial Teles Farraz que presenciara o acontecimentos convocou uma Assembléia Geral, decidindo pela extinção da agremiação operária.
Curiosidade
No primeiro campeonato oficial (1918) a Liga Desportiva escalou os seguintes “referee’s: Alfredo Roque (centro-avante do Sergipe), Luiz Farias (do Industrial), Carlito Neves (atacante do Cotinguiba), Maninho Cruz (centro-médio do Sergipe).

## Estatísticas do Futebol

### Participações
|  | Participações |

| Competição | Competição           | Temporadas | Melhor campanha | Estreia | Última | P | R |
| Sergipe    | Campeonato Sergipano | 5          | Campeão (1921)  | 1918    | 1923   |   |   |

### Títulos no Futebol
| Estaduais | Estaduais            | Estaduais | Estaduais  |
|           | Competição           | Títulos   | Temporadas |
| --------- | -------------------- | --------- | ---------- |
|           | Campeonato Sergipano | 1         | 1921       |
|           | Torneio Esportivo    | 1         | 1922       |

## Futsal Alvinegro
O clube foi reativado e a prática esportiva escolhida foi o futsal, por questões financeiras. Desde 2018 o Industrial participou de duas competições saindo com resultados expressivos em ambas, conseguindo um vice-campeonato da Copa Shalom e o título da Copa Beneficente. Atualmente disputa o a Liga Sergipe de Futsal Série A, torneio destinados a clubes pré-profissionais do estado de Sergipe.

## Estatísticas do Futsal

### Participações
|  | Participações em 2019 |

| Competição | Competição     | Temporadas | Melhor campanha | Estreia | Última | P | R |
| Sergipe    | Liga Sergipe A | 1          | Estreante       | 2019    |        |   |   |

### Títulos no Futsal
| Estaduais | Estaduais        | Estaduais | Estaduais  |
|           | Competição       | Títulos   | Temporadas |
| --------- | ---------------- | --------- | ---------- |
|           | Copa Beneficente | 1         | 2018       |

Outras Campanhas
- Copa Shalom: Vice-campeão em 2018

## Símbolos

### Escudo
O emblema consiste de um fundo branco, orlado de preto com listras intercaladas nas cores na horizontal , na parte central as letras ISC. entrelaçadas.

### Mascote
A escolha do Carcará como mascote do clube tem relação com a vasta quantidade desta ave na região Litorânea e Agreste do estado de Sergipe.

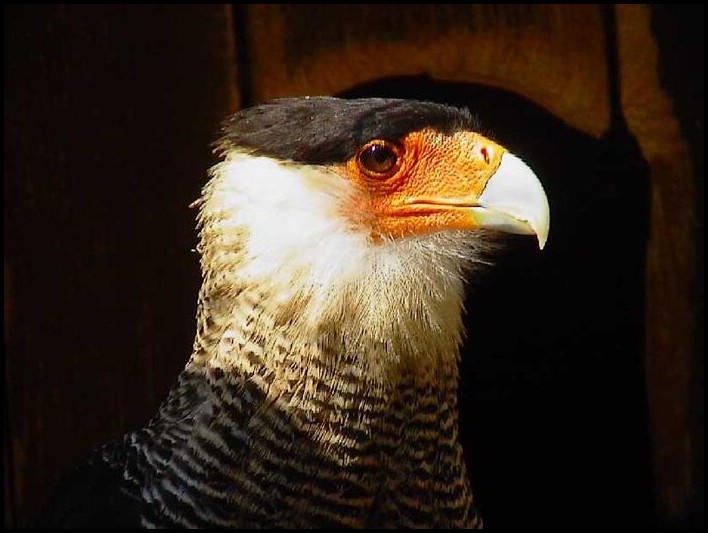
Carcará

#### Evolução do escudo
- Evolução do escudo, desde sua criação até os dias atuais.

| 1917-2019 | 2019 - |  |
|           |        |  |

## Estádio
Manda seus jogos de futebol no Estádio Adolfo Rollemberg, localizado no centro Bairro José Corrando de Araújo na capital sergipana. Tem capacidade para 2.000 pessoas e é utilizado como mando de campo em competições estaduais. Desde sua construção é administrado pelo governo do municipal de Aracaju. Seu nome foi dado em homenagem a um ex-governador do estado.

## Torcidas organizadas
A Barra Brava Camisa 17 é a única torcida do Industrial FC.